# سردينيون
'السردينيون هم أمة ومجموعة عرقية تعود أصولها إلى سردينيا وهي جزيرة تقع في غرب البحر الأبيض المتوسط وهي تابعة لإيطاليا.

## المنشأ والتأثيرات
جاء سكان سردينيا الأصليون من جزيرة سردينيا، والتي كانت مأهولة من خلال عدة موجات من الهجرة، من العصر الحجري القديم حتى الآونة الأخيرة.

## أصل الكلمة
يختفي الأصل العرقي لشعب سردينيا في مجاهل عصور ما قبل التاريخ السحيقة: إذ ينتمي الاسم الإثني «س(ا)رد» إلى الأساس اللغوي ما قبل الهندي-الأوروبي، ورغم احتمالية كونهم من سلالة الإيبيريين، فقد تباينت تقارير الكتاب القدماء كثيرًا في هذا الخصوص. يظهر أقدم ذكر مكتوب للاسم الإثني في حجر نورا، حيث تدلل كلمة (شاردان-Shardan) على وجود الكلمة الأصلي في الفترة التي شهدت أول وصول للتجار الفينيقيين إلى شواطئ سردينيا. وفقًا لما جاء في محاورة طيماوس عند أفلاطون، فإن جزيرة سردينيا وشعبها كذلك قد يكونون قد سُميّوا على اسم «ساردو»، وهي امرأة ليدية أسطورية من مدينة سارد، في منطقة في أناتوليا الغربية (في تركيا المعاصرة). ذهب بعض الكتاب الآخرين، مثل باوسانياس وسالوست، إلى أن نسب السردينيين يعود إلى سلفهم الليبي الأسطوري ابن هرقل، ماكيريس (المرتبط إما بالفعل بلغة الأمازيغ والذي يعني «أن ينمو» المستخدم باللغة القبائلية ماكور «هو الأعظم». أو المرتبط بشخصية الإله ملقرت الذي يُعبد كإله باسم «الإله الأب السرديني» أو «أب الشعب السرديني»، والذي جاء اسم الجزيرة من اسمه. إضافة إلى ما تقدم، فثمة أقوال أن سردينيي الحضارة النوراجية كانوا على صلة بالشيردين (سردن، في اللغة المصرية القديمة)، وهم إحدى شعوب البحر. بعد ذلك، جرى رومنة الكلمة فيما يتعلق بشكل الاسم المفرد المذكّر والمؤنث، ساردوس وساردا. 

## التاريخ

### عصور ما قبل التاريخ
خضعت سردينيا للاستعمار أول مرة على نحو ثابت في العصرين الحجري القديم العلوي والحجري المتوسط مِن قبل الإيبيريين وشبه الجزيرة الإيطالية. في العصر الحجري الحديث وبدايته، استقرت جماعات من إيطاليا، وإسبانيا، وبحر إيجه في سردينيا. في أواخر العصر النحاسي والعصر البرونزي، استقر فيها شعوب القدور الجرسية من جنوب فرنسا، وشمال شرق إسبانيا ومن وسط أوروبا في الجزيرة، جالبين معهم الوسائل التعدينية والأساليب الخزفية وربما شكلًا لغويًا من اللغة الهندية-أوروبية.

#### الحضارة النوراجية
ظهرت الحضارة النوراجية في العصر البرونزي الوسيط، خلال أواخر عهد حضارة بوننانارو، وثبت وجود صلات بينها وحضارة القدور الجرسية السابقة عليها وحضارة بولادا في شمال إيطاليا. رغم الاعتبار القائل أن السردينيين قد اكتسبوا هوية قومية في ذلك الوقت، فالهويات القبائلية الكبرى لسردينيي الحضارة النوراجية كانت ثلاثًا (مرتبة بشكل تقديري من الشمال للجنوب كالآتي): شعب الإلياني، الذي سكن في المنطقة الممتدة بين السهول في أقصى الجنوب حتى المنطقة الجبلية شرق سردينيا (وهي المنطقة التي أطلق عليها الرومان لاحقًا اسم بارباريا)؛ شعب بالاريس، الذي سكن في أقصى زاوية في الشمال الغربي؛ وأخيرًا، شعب كورسيكا الذي عاش في منطقة غالورا المعاصرة والتي اشتقت اسمها منهم، كورسيكا. ربط بعض الباحثون المعاصرون سردينيي الحضارة النوراجية بالشيردين، وهم قبيلة ممّن يُطلق عليه شعوب البحر، الذين جاء ذكرهم عدة مرات في السجلات المصرية القديمة.
من غير المعروف على وجه الدقة ما هي اللغة (أو اللغات) التي تحدث بها قاطنو سردينيا خلال العصر البرونزي، نظرًا لعدم وجود سجلات مكتوبة عن تلك الفترة. وفقًا لعالم اللغويات إدواردو بلاسكو فيرير، فاللغة الباليو سردينية كانت قريبة للغة الباسكية الأم، والإيبيرية القديمة، في حين يعتقد آخرون أنها كانت مرتبطة باللغة الإترورية. يطرح باحثون آخرون نظرية تفيد بوجود عدة مناطق لغوية (اثنتان أو أكثر) في سردينيا النوراجية، على الأرجح، ما قبل الهندية-الأوروبية، والهندية-الأوروبية.

### العصور القديمة
في القرن التاسع قبل الميلاد، أسس الفينيقيون مدنًا ومرافئ على طول الساحل الجنوبي والغربي، مثل كاراليي، بيثيا، سولكي، وتاروس. انطلاقًا من نفس تلك المناطق، حيث كانت العلاقات بين السردينيين الأصليين والفينقيين المستوطنين سلمية حتى ذلك الحين، ضمّ القرطاجيون الجزء الجنوبي والغربي من سردينيا في أواخر القرن السادس قبل الميلاد. يُقال أن السردينيين في القرن الأول قبل الميلاد، كانوا على صلات قربى ثقافية بالشعوب البونيقية-البربرية في شمال أفريقيا. 
بعد الحرب البونيقية الأولى، غزا الرومان الجزيرة بأكملها في القرن الثالث قبل الميلاد. ضُمّت كِلا سردينيا وكورسيكا في مقاطعة واحدة؛ مع ذلك، استغرق الأمر 150 سنة لكي يُتمّ الرومان إخضاع القبائل النوراجية المناوئة لحكمهم. بعد 184 سنة من سقوط سردينيا بيد الرومان، ذكر شيشرون كيف أنه بعد كل ذلك الزمن، لم يوجد مجتمع واحد في جزيرة سردينيا يقيم علاقات طيبة بالشعب الروماني.

خلال الحكم الروماني لسردينيا، حدثت موجة هجرة بارزة من شبه الجزيرة الإيطالية نحو سردينيا؛ تذكر المصادر القديمة العديد من الشعوب ذات الأصول الإيطاليقية واستقرارها في سردينيا مثل باتولسيني كامباني (من كامبانيا)، والفالسكيين (من جنوب إرتوريا)، والبودوتيني (من بوليا)، والصقليين (من صقلية). وأُسست العديد من المستوطنات الرومانية في بورتو توريس، وأوسيلوس. واجه الإيطاليقيون المهاجرون صعوبة كبيرة في التعايش مع السكان الأصليين الذين أظهروا إحجامًا عن إدماج لغتهم وأسلوبهم في الحياة، وهكذا فقد استمرت العديد من الجوانب الثقافية لحضارة البينقية-السردينية حتى عصر الإمبراطورية الرومانية، وأُطلق على سكان المناطق الجبلية الداخلية تسمية بارباريا، وأرض البرابرة، كنايةً عن روحهم الاستقلالية الشرسة. وفي الواقع، استمر هؤلاء في ممارسة ديانتهم من عصور ما قبل التاريخ حتى عصر الباب غريغوري الأول. رغم كل ذلك، فقد خضعت سردينيا للهيمنة الثقافية الرومانية، ويظهر ذلك جليًا في اللغة السردينية المعاصرة كمثال على التطور الثقافي. ذكر الجغرافي سترابو في موسوعة جغرافيكيا ملخصًا وجيزًا للقبائل الجبلية التي عاشت في مناطق البرابرة:     
«هناك أربعة أقوام من أهل الجبال: باراتي، سوسيناتي، بالاري، والأكونيين. يعيش هؤلاء الأقوام في الكهوف. رغم أن أراضيهم خصبة، فهم لا يزرعونها، ويفضلون أن يسطوا على ما يزرعه الآخرون، إما في الجزيرة نفسها أو في أوروبا حيث ينحدرون من الجبال للإغارة، وخصوصًا على شعب بيستاي. يقاوم الحكام المحليون الذين ترسلهم روما إلى سردينيا هؤلاء الأقوام أحيانًا، ويتركونهم لشأنهم في أغلب الأحيان، نظرًا للتكلفة العالية التي تتأتى من تجهيز جيش من المشاة في أرض غير صحية».

### القرون الوسطى
بعد سقوط الإمبراطورية الرومانية الشرقية، حكم سردينيا بتتابع سريع كل مِن الوندال، والبيزنطيين، والقوط الشرقيين، ثم البيزنطيين مرة أخرى.
خلال القرون الوسطى،  قُسمت «الأمة السردينية» (كما تذكر الرسائل الأصلية والأراغونية) بشكل قانوني إلى 4 ممالك مستقلة وقعت جميعًا، ما عدا أربوريا، تحت هيمنة الجمهوريات البحرية جنوا وبيسا، وحكم بعض العائلات النبيلة من تلك المدينتين، مثل دورياس وديلا غيرارديسكا. أسست عائلة دورياس مدن ألغيرو وكاستيلغينوفيزي (كاستلساردو المعاصرة)، في حين أسست بيسا مدينة كاستيل دي كاسترو (مدينة كالياري المعاصرة) ومدينة تيرانوفا (مدينة أولبيا المعاصرة). فضّل الكونت الشهير أوغولينو ديلا غيرارديسكا، الذي يقتبسه دانتي ألغييري في الكوميديا الإلهية، فضّل إنشاء بلدة المناجم فيلا دي شيسا (إجليسياس المعاصرة) التي أصبحت بلدية قروسطية إيطالية جنبًا إلى جنب مع ساساري وكاستيل دي كاسترو.
بعد الغزو الأراغوني لجزيرة سردينيا التي كانت تحت حُكم بيسا، بين الأعوام 1323 و1326، ثم نشوب الصراع الطويل بين مملكة أرغون وقضاء جوديكاتو دو أربوريا (1353 – 1420)، أصبحت مملكة سردينيا المنشأة حديثًا حينها واحدة من الدول المنتسبة إلى تاج أرغون. عمِد الأراغونيون إلى إعادة توطين مدينتي كاستل دي كاسترو وأغيرو بالمواطنين الإسبان ومعظمهم من الكتالان. وحتى يومنا هذا، ما تزال في مدينة ألغيرو أقلية تتحدث بلهجة محلية للغة الكاتالانية.